# Russell Watt
Pour les articles homonymes, voir Watt (homonymie).
 James Russell Watt, né le 29 décembre 1935 à Dunedin (Nouvelle-Zélande) et mort le 25 juin 2022 à Silverstream (Nouvelle-Zélande), est un joueur de rugby à XV  qui a joué avec l'équipe de Nouvelle-Zélande. Il évoluait au poste de trois quart aile (1,80 m pour 78 kg).

## Carrière
Il a joué 64 matchs avec la province de Wellington jusqu’en 1964.
Il a disputé son premier test match avec l'équipe de Nouvelle-Zélande le 6 septembre 1958 contre l'équipe d'Australie. Son dernier test match fut contre cette même équipe, le 4 juin 1962.

## Palmarès
- Nombre de test matchs avec les All-Blacks :  9 (1 essai)
- Nombre total de matchs avec les All-Blacks :  42  (28 essais)